# Mallophora socculata
Mallophora socculata är en tvåvingeart som beskrevs av Camillo Rondani 1848. Mallophora socculata ingår i släktet Mallophora och familjen rovflugor. Inga underarter finns listade i Catalogue of Life.